# Antonio Mazzarolli
Antonio Mazzarolli (Treviso, 9 febbraio 1928 – Treviso, 29 maggio 1998) è stato un politico italiano.

## Biografia
Laureato in giurisprudenza e avvocato, fu senatore della Repubblica per la Democrazia Cristiana nel collegio di Vittorio Veneto - Montebelluna dal 1968 al 1976. Svolse anche l'incarico di sindaco di Treviso ininterrottamente dal 3 ottobre 1975 al 1985, salvo una parentesi di otto mesi in cui fu primo cittadino Enrico Azzi.
Fondatore nel 1971 e presidente dallo stesso anno dell'A.T.I.T. (Associazione dei Teatri di Tradizione italiani), ne rimane alla guida per ventiquattro anni, fino al 1995. Si dimette quando viene eletto presidente nazionale dell'A.G.I.S. (Associazione Italiana generale dello Spettacolo) nel dicembre dello stesso anno. Lo rimarrà per due mandati: la seconda elezione è avvenuta, nel 1998, all'unanimità (4616 voti su 4616).
È in carica al momento del decesso e in quel momento era anche consigliere comunale di Treviso, essendo stato eletto in consiglio, per la prima volta, il 27 maggio del 1951.
La Città di Treviso ha a lui dedicato un ponte di svincolo lungo il P.U.T. (Piano Urbano del Traffico) per ciclisti e pedoni.